# Смольницький потік
Смольницький потік (словац. Smolnícky potok) — річка; ліва притока Смолника, протікає в окрузі Ґелниця.
Довжина приблизно 5,7 км. Витік знаходиться в масиві Воловські гори (схил гори Єдловець) — на висоті приблизно 865 метрів.
Протікає територією села Смолницька Гута. Впадає в Смолник на висоті 440—445 метрів.